# دوري سلتيك 2009–10
دوري سلتيك 2009–10 هو الموسم 9 من  بطولة اتحاد الرغبي. أقيم خلال الفترة 4 سبتمبر 2009 وحتى 29 مايو 2010، وكان عدد الأندية المشاركة فيه  10، وفاز فيه Ospreys (rugby union) ‏.